# Leda Catunda
Leda Catunda Serra, coneguda com a Leda Catunda (São Paulo, 1961) és una pintora brasilera, escultora, educadora i artista gràfica. És una artista representant del grup d'artistes Geração 80. Els seus treballs exploren els límits de textures i materials, sent característiques les seves "pintures toves" sobre tovalloles, llençols, cuir, vellut i seda. Catunda va estudiar arts visuals a la Fundação Armando Álvares Penteado (FAAP). Va obtenir cert reconeixement quan va exposar els seus treballs en l'exposició "Com vai você, Geração 80?", ("Com ets, Generació 80?"). En 1984 va dirigir la Escola d'Arts Visuais do Parc Lage, a Rio de Janeiro. Va ensenyar arts gràfiques a la FAAP de 1986 a mitjan dècada de 1990s i va obtenir el grau de doctora en arts visuals a la Universitat de São Paulo el 2001. Catunda ha participat en tres biennals de São Paulo (1983, 1985 i 1994) i diverses exposicions individuals.